# Babići (Prijedor)
Babići (en cirílico: Бабићи) es una aldea de la municipalidad de Prijedor, Republika Srpska, Bosnia y Herzegovina.
Incluye administrativamente a las aldeas de Zecovi, Briševo, Stari Grad; Ravan; Redak; Gradina; Hopovci; Causevici; Brakici; Kosa; Radulovići; Grujcici y Mrdje.

## Población
| Composición de la Población - Localidad de Brđani | Composición de la Población - Localidad de Brđani | Composición de la Población - Localidad de Brđani | Composición de la Población - Localidad de Brđani | Composición de la Población - Localidad de Brđani | Composición de la Población - Localidad de Brđani |
| ------------------------------------------------- | ------------------------------------------------- | ------------------------------------------------- | ------------------------------------------------- | ------------------------------------------------- | ------------------------------------------------- |
|                                                   | 2013                                              | 1991                                              | 1981                                              | 1971                                              | 1961                                              |
| Total                                             | 899                                               | 1.358 (100,0%)                                    | 1.443 (100,0%)                                    | 1.290 (100,0%)                                    | 1.335 (100,0%)                                    |
| Varones                                           | 461                                               | -                                                 | -                                                 | -                                                 | -                                                 |
| Mujeres                                           | 438                                               | -                                                 | -                                                 | -                                                 | -                                                 |
| Bosniacos                                         | 587                                               | 875 (64,43%)                                      | 855 (59,25%)                                      | 694 (53,80%)                                      | 615 (46,07%)                                      |
| Serbios                                           | 284                                               | 470 (34,61%)                                      | 568 (39,36%)                                      | 586 (45,43%)                                      | 690 (51,69%)                                      |
| Croatas                                           | 2                                                 | -                                                 | 2 (0,139%)                                        | 2 (0,155%)                                        | 6 (0,449%)                                        |
| Bosnios                                           | -                                                 | -                                                 | -                                                 | -                                                 | -                                                 |
| Gitanos                                           | -                                                 | -                                                 | -                                                 | -                                                 | -                                                 |
| Musulmanes                                        | -                                                 | -                                                 | -                                                 | -                                                 | -                                                 |
| Albaneses                                         | -                                                 | -                                                 | -                                                 | -                                                 | -                                                 |
| Yugoslavos                                        | -                                                 | -                                                 | 4 (0,28%)                                         | -                                                 | 17 (1,27%)                                        |
| Ukranianos                                        | -                                                 | -                                                 | -                                                 | -                                                 | -                                                 |
| Montenegrinos                                     | -                                                 | -                                                 | -                                                 | -                                                 | -                                                 |
| Eslovenos                                         | 2                                                 | -                                                 | 1 (0,07%)                                         | -                                                 | -                                                 |
| Ortodoxos                                         | 9                                                 | -                                                 | -                                                 | -                                                 |                                                   |
| Macedonios                                        | -                                                 | -                                                 | -                                                 | 1 (0,067%)                                        | -                                                 |
| Húngaros                                          | -                                                 | -                                                 | -                                                 | -                                                 | 1 (0,08%)                                         |
| Otros                                             | -                                                 | 13 (0,96%)                                        | 13 (0,9%)                                         | 8 (0,62%)                                         | 6 (0,45%)                                         |
| Sin declarar                                      | 16                                                | -                                                 | -                                                 | -                                                 | -                                                 |
| Desconocidos                                      | 1                                                 | -                                                 | -                                                 | -                                                 | -                                                 |